# Ивамото, Тэруо
Тэруо Ивамото (яп. 岩本 輝雄 Ивамото Тэруо, род. 2 мая 1972, Иокогама) — японский футболист.

## Карьера
На протяжении своей футбольной карьеры выступал за клубы «Бельмаре Хирацука», «Киото Пёрпл Санга», «Кавасаки Фронтале», «Верди Кавасаки», «Вегалта Сэндай», «Нагоя Грампус Эйт», «Окленд Сити».

## Национальная сборная
В 1994 году сыграл за национальную сборную Японии 9 матчей, в которых забил 2 гола.

## Статистика за сборную
| Сборная Японии | Сборная Японии | Сборная Японии |
| Год            | Матчи          | Голы           |
| -------------- | -------------- | -------------- |
| 1994           | 9              | 2              |
| Итого          | 9              | 2              |

## Достижения

### Командные
- Кубок Императора: 1994